# Щурок, Кирилл Юрьевич
Кирилл Юрьевич Щурок (род. 20 апреля 1997, Сыктывкар) — российский игрок в мини-футбол, вратарь клуба «Ухта» и Сборной России. Кандидат в мастера спорта России.

## Карьера
Родился 20 апреля 1997 года в Эжвинском районе Сыктывкара. Начал заниматься мини-футболом в 7 лет, в родном городе.
6 ноября 2016 года Кирилл дебютировал за «Новую генерацию» в матче против «Тюмени» завершившимся со счётом 2:2. 6 декабря того же года Щурок дебютировал за молодёжную сборную России, пропустив четыре мяча от молодёжной сборной Ирана.
В июле 2021 года перешёл в «Ухту», подписав контракт на три года. 6 марта 2023 года Кирилл дебютировал за основную сборную России в матче против сборной Киргизии.

## Достижения
«Ухта»
- Серебряный призёр Чемпионата России: 2023/24